# Trận Chaeronea (338 TCN)
Để biết thêm về một trận đánh này, xem bài Trận Chaeronea (86 TCN)
Trận Chaeronea (tiếng Hy Lạp: Μάχη της Χαιρώνειας) đã diễn ra vào năm 338 trước Công Nguyên, gần thành phố Chaeronea tại vùng Boeotia, giữa Quân đội Macedonia dưới quyền vua Philippos II và Liên minh các các thành bang Hy Lạp, với các thành phần chủ yếu là Athena và Thebes). Trận đánh này là đỉnh điểm của chiến dịch phạt Hy Lạp của Philippos II (339–338 trước Công Nguyên) và kết thúc với thắng lợi quyết định của quân Macedonia, khiến cho Macedonia vươn lên thành bá chủ của toàn bộ Hy Lạp. Trận chiến ghi dấu sự thay đổi sâu sắc về bản chất của nền quân sự Cổ Hy Lạp.
Philippos II đã đem lại hòa bình cho một Hy Lạp bị suy kiệt vào năm 346 trước Công Nguyên, bằng việc chấm dứt cuộc Chiến tranh Thần thánh lần thứ ba, và kết thúc 10 năm xung đột Athena để giành quyền bá chủ mạn Bắc biển Aegean, bằng việc ký kết một Hòa ước riêng rẽ. Giờ đây, với một Vương quốc phát triển mạnh mẽ, một quân đội tinh nhuệ và nguồn nguyên liệu dồi dào, Philippos II trên thực tế đã trở thành vị "minh chủ của Hy Lạp". Đối với nhiều thành bang Hy Lạp có nền độc lập vững chắc, sự trỗi dậy của Philippos II sau năm 346 trước Công Nguyên được xem là mối hiểm họa cho nền tự do của họ, đặc biệt là ở Athena, nơi nhà chính trị Demosthenes đã bền bỉ đấu tranh nhằm đoạn tuyệt sự ảnh hưởng của Philippos II. Khi người Athena liên kết với một thành phố mà Philippos II đang vây khốn vào năm 340 trước Công Nguyên, ông đã bị mất kiên nhẫn và tuyên chiến với thành bang Attica. Vào năm 339 trước Công Nguyên, Philippos II thân chinh kéo quân vào Hy Lạp, buộc các thành bang Hy Lạp phải thành lập liên minh chống lại ông - do Athena và Thebes lãnh đạo.
Sau vài tháng bế tắc, Philippos II cuối cùng đã tiến vào được Boetia, với ý định hành binh về Thebes và Athena. Liên quân Hy Lạp với quân số tương đương đã chặn mất con đường gần Chaeronea, bố phòng kiên cố và chạm trán của người Macedonia. Không có nhiều chi tiết về trận đánh ấy, nhưng sau một cuộc giao tranh lâu dài, người Macedonia đã đập tan cả hai cánh liên quân. Tàn binh Hy Lạp bị buộc phải cuống cuồng tháo chạy. Trong trận giao chiến, Thái tử Alexandros của Macedonia đã chỉ huy quân sĩ tiêu diệt Đội Thần binh Thebes hùng mạnh, nên sau thắng lợi vua cha Philippos II đã củng cố ngôi Thái tử cho ông và trở nên tin tưởng vào tài dụng binh của Alexandros..
Trận Chaeronea được xem là một trong những trận đánh quyết định nhất trong thế giới Cổ đại. Liên quân Athena - Thebes đã bị tận diệt, và không thể nào kháng cự được thêm; do đó cuộc chiến đã bất ngờ chấm dứt. Nền độc lập của Hy Lạp bị thủ tiêu. Sau chiến thắng, Philippos II đã áp được được một thỏa thuận lên Hy Lạp, và được sự tán thành của mọi thành bang, ngoại trừ xứ Sparta. Kết quả là, Liên minh Corinth ra đời, giữa Macedonia và các đồng minh của mình, với Philippos II là người quản giám nền hòa bình. Đổi lại, Philippos II được đề cử làm strategos (Chủ soái) dẫn đầu cuộc chiến tranh giữa toàn cõi Hy Lạp và Đế quốc Ba Tư, mà ông đã dự kiến từ lâu. Tuy nhiên, trước khi có thể xuất quân, Philippos II bị ám sát, và Vương quốc Macedonia cùng với sứ mệnh chinh phạt Ba Tư đã được trao cho Thái tử Alexandros - đó là vua Alexandros Đại Đế.

## Bối cảnh lịch sử

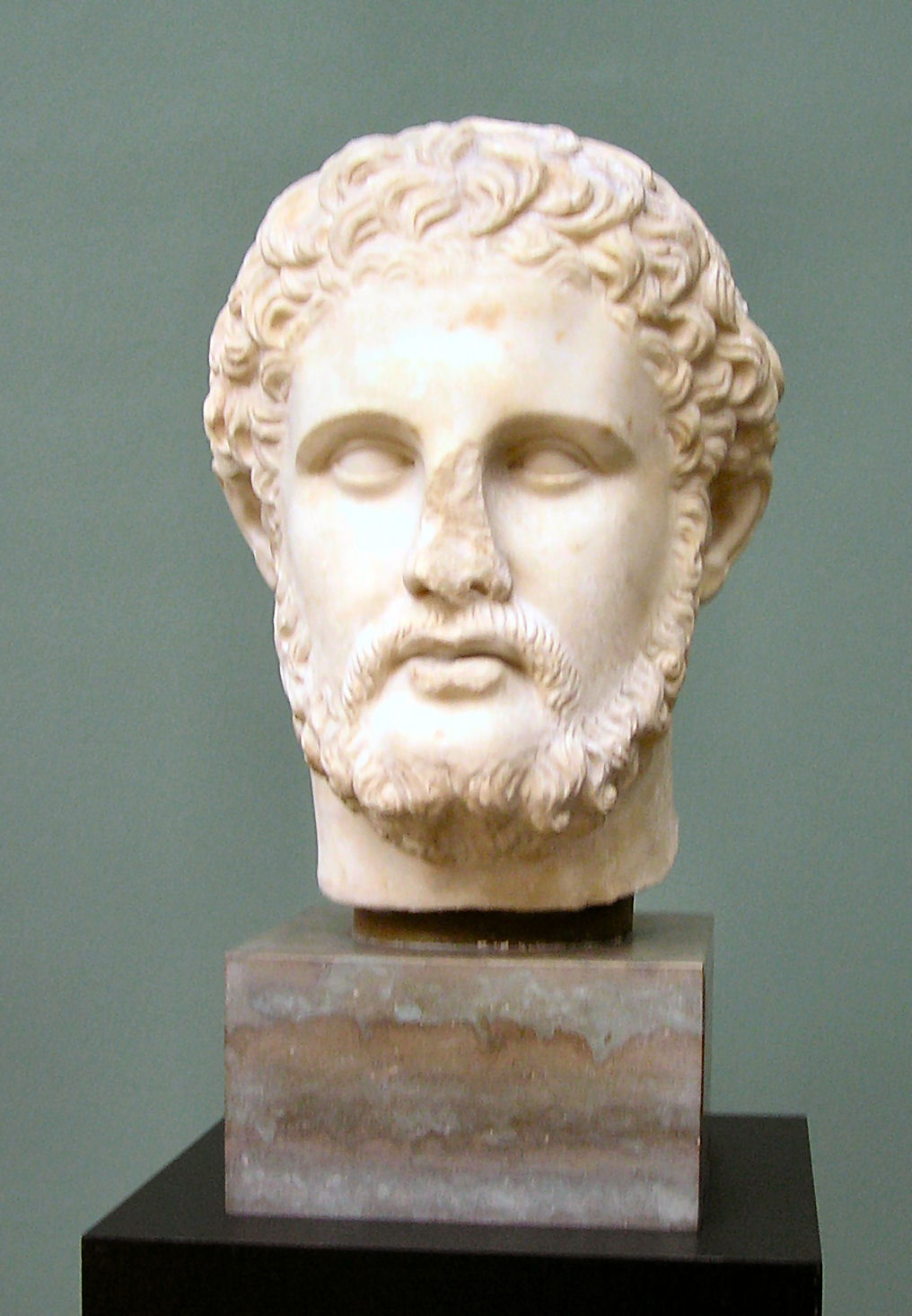
Tượng bán thân vua Philippos II xứ Macedonia.

Trong vòng mười năm sau khi đăng cơ vào năm 359 trước Công Nguyên, vua xứ Macedonia là Philippos II đã nhanh chóng phát triển và mở mang bờ cõi tới miền Thrace và Chalkidiki ở bờ Bắc biển Aegean. Trong quá trình đó, ông được trợ giúp bởi sự bất đồng giữa Athena và Thebes, hai thành bang hùng mạnh nhất của Hy Lạp trong thời kỳ đó, qua nhiều biến động. Cụ thể là, các sự kiện ấy bao gồm cuộc Chiến tranh Liên minh giữa Athena và các đồng minh cũ của mình (357–355 trước Công Nguyên), và cuộc Chiến tranh Thần thánh lần thứ ba đã nổ ra vào năm 356 trước Công Nguyên tại miền Trung Hy Lạp giữa xứ Phocis và các thành viên khác của Liên minh Amphictyonic ở Delphi. Phần lớn cuộc bành trướng của Philippos II trong thời kỳ này nhằm thẳng vào người Athena (thành bang này coi bờ Bắc biển Aegean là vùng ảnh hưởng của họ), và Philippos II đã lâm chiến với Athena từ năm 356 cho đến năm 346 trước Công Nguyên.
Philippos II ban đầu không tham chiến trong cuộc Chiến tranh Thần thánh, nhưng đã tham chiến theo yêu cầu của người Thessasly. Coi đây là cơ hội để truyền sâu ảnh hưởng của ông vào lãnh thổ Hy Lạp, Philippos II chấp thuận, và vào năm 353 hoặc là 352 trước Công Nguyên ông đánh bại người Phocis trong trận đánh quyết định ở cánh đồng Crocus tại vùng Thessaly. Sau đó, Philippos II được cử làm Chấp Chính quan (archon) xứ Thessaly, qua đó ông lấy được kiềm thu thuế và tuyển quân cho Liên minh Thessaly, và gia tăng đáng kể quyền lực của ông. Tuy nhiên, nhà vua xứ Macedonia cũng không can thiệp gì thêm vào cuộc Chiến tranh Thần thánh cho đến năm 346 trước Công Nguyên. Đầu năm ấy, người Thebes - phe tham chiến chủ yếu của cuộc Chiến tranh Thần thánh, cùng với người Thessalians, đã thỉnh cầu Philippos II lên làm minh chủ của Hy Lạp và hỗ trợ họ trong cuộc chiến chống người Phocis. Giờ đây, uy thế của Philippos II lên cao đến mức mà người Phocis thậm chí không dám lập mưu chống cự, và thay vì đó họ phải đầu hàng ông; như vậy là Philippos II đã có thể chấm dứt cơn binh đao trường kỳ ác liệt mà khỏi phải chiến đấu gì thêm. Philippos II trao cho Hội đồng Amphictyonic quyền "trừng trị" người Phocis, nhưng khẳng định rằng các điều khoản sẽ không quá khắt khe; dẫu sao đi chăng nữa, người Phocis đã bị hất cẳng ra khỏi Liên minh Amphictyonic, tất cả mọi thành phố của họ đều bị phá hủy, và họ phải tái định cư trong những ngôi làng có không hơn 500 hộ dân.

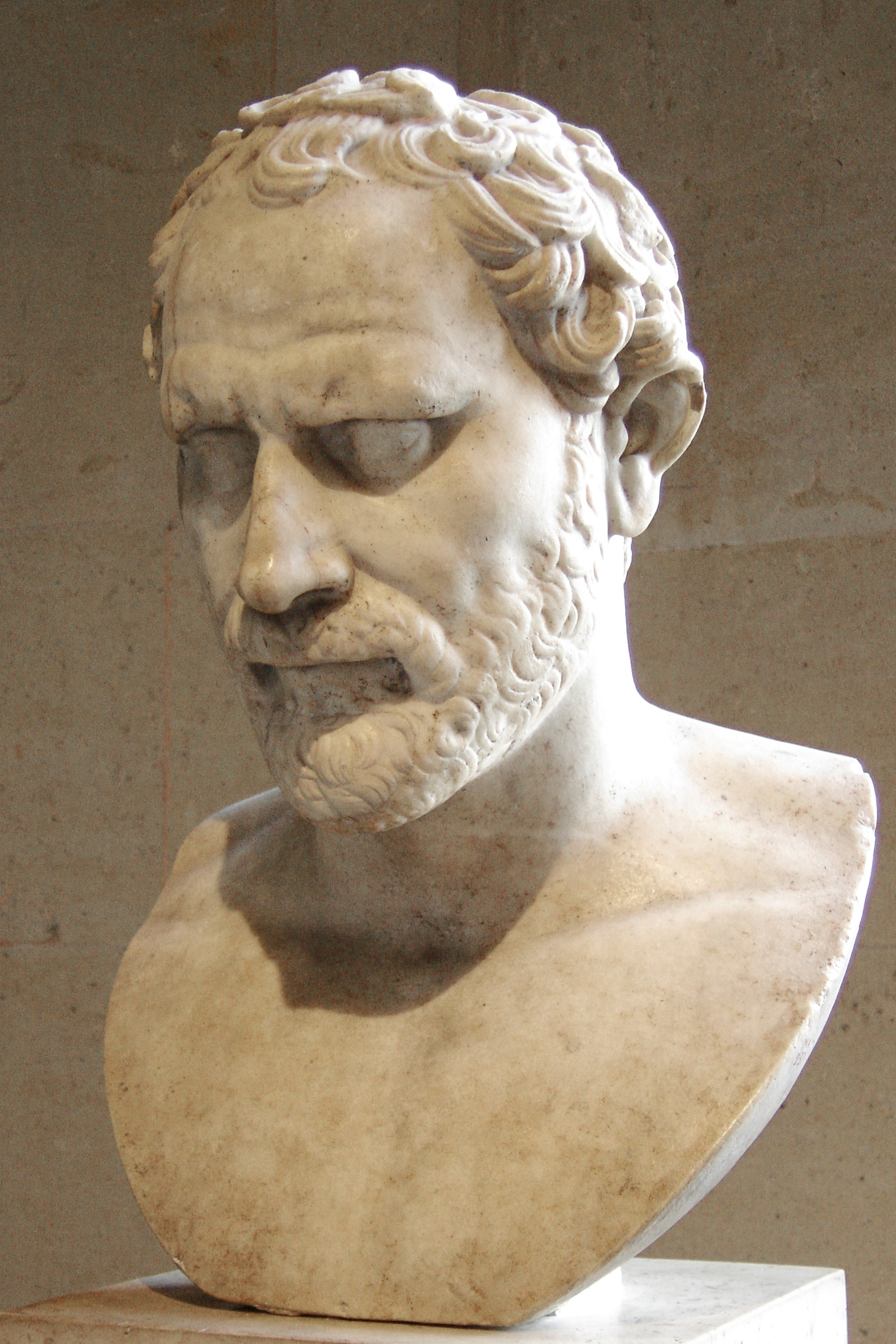
Tượng bán thân nhà chính trị Demosthenes xứ Athena.

Vào năm 346 trước Công Nguyên, người Athena đã mỏi mệt vì cuộc chiến, lại kém uy của vua Philippos II, và phải bàn đến khả năng giảng hòa với vua Macedonia. Tuy nhiên, khi tình hình nêu rõ là vua Macedonia sẽ Nam tiến trong năm đó, người Athena đành phải lập kế hoạch để cứu giúp đồng minh của mình là người Phocis nhằm ngăn cản Philippos II kéo quân vào miền Trung Hy Lạp, bằng việc chiếm giữ đèo Thermopylae, nơi Philippos II và đại quân của ông có chẳng được mấy lợi ích. Người Athena đã thành công trong chiến thuật này, ngăn được việc Philippos II tấn công vào lãnh thổ Phocis sau đại thắng trên cánh đồng Crocus. Cuộc chiếm đóng Thermopylae không chỉ mang lại lợi thế cho Phocis; đẩy Philippos II ra khỏi miền Trung Hy Lạp cũng có nghĩa là chặn được bước tiến công của ông vào lãnh thổ Athena. Tuy nhiên, vào cuối tháng 2, Tướng Phalaikos trở lại nắm quyền tại Phocis, và ông đã không cho phép quân Athena tiến vào Thermopylae. Đột ngột chẳng giữ nỗi sự vững an của mình, người Athena buộc phải giảng hòa với Philippos II; và theo Hòa ước Philocrates giữa hai bên, Athena đã trở thành một đồng minh "bất đắc dĩ" của Macedonia.
Tuy Hòa ước Philocrates là có lợi với Athena, nhân dân Athena không bao giờ chấp nhận nó. Trong năm 346 trước Công Nguyên, mọi chuyện đã dẫn tới việc lan tràn ảnh hưởng của Philippos II trên toàn cõi Hy Lạp, và cho dầu ông đã đem lại hòa bình, các thành bang coi ông là kẻ thù của truyền thống tự do của mình. Nhà hùng biện kiêm chính trị gia Demosthenes đã từng là kiến trúc sư trưởng của Hòa ước Philocrates, nhưng gần như là ngày sau khi Hòa ước được tán đồng, ông đã mong muốn được phá vỡ nó. Chỉ trong vòng vài năm sau đó, Demosthenes đã trở thành lãnh đạo phái "chủ chiến" tại Athena, và luôn luôn tìm kiếm thời cơ đã phá vỡ nền hòa bình. Kể từ năm 343 trước Công Nguyên, nhằm mục đích đập vỡ nền hòa bình, Demosthenes và phe cánh của ông dùng mọi cuộc chinh phạt và hành động của Philippos II để biện luận rằng nhà vua có giã tâm lật lọng nền hòa bình. Nhưng ban đầu, có một phe cánh bảo thủ có uy thế tại Athena, do Aeschines dẫn đầu, lập luận rằng, cho dù nền hòa bình này không được lòng dân, nó phải được giữ vững và phát huy. Tuy nhiên, đến khi 10 năm ấy đã gần trôi qua, "phái chủ chiến" thắng thế, và bắt đầu công khai chống phá Philippos II; tỷ như là vào năm 341 trước Công Nguyên, quân Athena do tướng Diopithes chỉ huy đã tàn phá lãnh thổ của xứ Cardia là một đồng minh của Philippos II, ngay cả khi vua Macedonia bắt họ phải thôi. Sự kiên nhẫn của Philippos II cuối cùng cũng đã chấm dứt khi người Athena thiết lập Liên minh với thành Byzantium khi ấy đang bị Philippos II vây khốn, và ông đã gửi thư tuyên chiến cho người Athena. Chẳng bấy lâu sau đó, Philippos II từ bỏ cuộc vây hãm Byzantium; tác giả Cawkwell cho rằng Philippos II quyết tâm phải đánh một trận chí mạng với Athena. Philippos II phát binh đánh người Scythia, và sau đó ông bắt đầu chuẩn bị cho cuộc chiến tranh ở Hy Lạp.

## Trước trận đánh
Chiến dịch sắp tới của Philippos II sẽ đồng nghĩa với sự bùng nổ của cuộc Chiến tranh Thần thánh lần thứ tư. Thị dân Amphissa ở Ozolian Locris đã bắt đầu trồng trọt đất đai hiến dâng cho thần Apollo trên thảo nguyên Crisaean về phía Nam Delphi; và sau một vài mâu thuẫn lớn hội đồng Amphictyonic quyết định phát động một cuộc Chiến tranh Thần thánh chống lại xứ Amphissa. Phái bộ Sứ thần Thessalian đã thỉnh cầu Philippos II lên lãnh đạo hội đồng Amphictyonic trong cuộc chiến, qua đó ông sẽ có được cái cơ để mang binh đi đánh Hy Lạp; tuy nhiên, xem ra Philippos II vẫn thẳng tiến theo chiến dịch của mình.

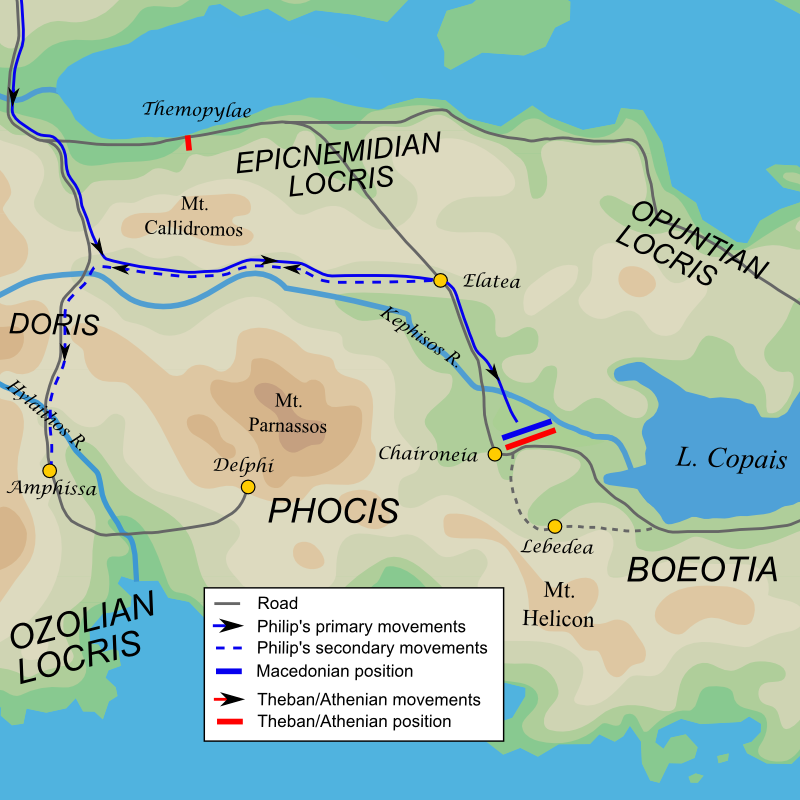
Bản đồ cho thấy các bước tiến của Philippos II trong các năm 339-338 trước Công Nguyên.

Đầu năm 339 trước Công Nguyên, quân Thebes chiếm lấy thị trấn Nicaea gần Thermopylae - nơi Philippos II cho đóng quân hồi năm 346 trước Công Nguyên. Vua Macedonia không coi đó là sự tuyên bố chiến tranh, tuy nhiên điều đó đã đem lại một rắc rối lớn cho ông: con đường chính vào Hy Lạp đã bị khóa chặt. Tuy nhiên, một con đường thứ hai vào miền Trung Hy Lạp vẫn còn đó, trải dài qua sườn núi Callidromos và tới tận Phocis. Tuy nhiên, quân Athena và quân Thebes đều quên mất sự hiện hữu của con đường này, hoặc là tin rằng Philippos II sẽ không sử dụng nó; cuối cùng do không có ai canh chừng con đường này nên Philippos II đã dễ dàng tiến quân dần vào miền Trung Hy Lạp. Giờ đây, vua Macedonia lại phát huy cách đối đãi tương đối dễ dãi của ông đối với người Phocis như hồi cuộc Chiến tranh Thần thánh lần thứ ba kết thúc vào năm 346 trước Công Nguyên. Khi đem quân tới Elatea, ông ra lệnh cho tái lập thành phố này, và trong vòng vài tháng tới toàn thể Liên minh Phocis đã trở về nguyên trạng của nó. Nhờ đó, Philippos II có được bàn đạp tại Hy Lạp, cùng với những đồng minh mới và tốt lành - đó chính là người Phocis. Philippos II có lẽ đã đến xứ Phocis vào tháng 11 năm 339 trước Công Nguyên, nhưng mãi cho đến tháng 8 năm 338 trước Công Nguyên thì trận Chaeronea mới bùng nổ. Trong thời gian này Philippos II đã nhận trách nhiệm với hội đồng Amphicytonic bằng việc xem xét tình hình ở Amphissa. Ông đánh lừa cho 1 vạn lính đánh thuê đang canh giữ đường đi từ Phocis tới Amphissa bỏ lỡ trọng trách của họ, sau đó chiếm lấy Amphissa và thẳng tay trục xuất thị dân thành này, trả lại Amphissa cho người Delphi. Có lẽ là ông mở các cuộc đàm phán nhằm ngăn ngừa xung đột sau này ở Hy Lạp, nhưng nếu các hoạt động ngoại giao ấy có thật xảy ra đi nữa thì chắc hẳn là ông đã không thể tránh khỏi chiến tranh.
Trong lần đầu tiên có tin là Philippos II đã ngự tại Elatea (từ Elatea đến Athena phải đi khoảng ba ngày), có rối loạn ở thành Athena. Trong thời khắc được Cawkwell xem là kiêu hãnh nhất của Demosthenes, nhà hùng biện ấy đã tự gượng mình khỏi tuyệt vọng, và yêu cầu thành lập Liên minh giữa thành Athena và Thebes; kiến nghị của ông đã được thông qua, và ông được cử là sứ giả. Philippos II cũng gửi sứ thần đến Thebes, cầu khiến người Thebes liên minh với ông, hoặc ít nhất là cho phép ông kéo quân qua Boetia mà không gặp trở ngại gì. Do người Thebes vẫn chưa chính thức lâm chiến với vua Macedonia, họ vẫn có thể tránh khỏi một cuộc xung đột. Tuy nhiên, bất chấp thái độ nhã nhặn của vua Macedonia, và mối thù truyền kiếp của họ với Athena, họ quyết định liên minh với người Athena đã bảo vệ nền tự do của Hy Lạp. Trước đó, chính quyền Athena đã chủ động xuất quân thẳng tiến vùng Boetia, do đó quân Athena đã hội binh với quân Thebes chỉ trong vòng những ngày mà Liên minh Athena - Thebes được thành lập.
Các chi tiết về chiến dịch dẫn tới trận Chaeronea hầu như là tuyệt đối không được biết đến. Như đã định, Philippos II không thể nào dẫn quân vào Boeotia theo đường núi Helicon, cũng giống như quân Sparta trong những vận động trước khi trận Leuctra bùng nổ; hoặc là bởi bất kỳ một đường núi nào từ Phocis tới Boetia. Chắc hẳn là có một vài trận xáp chiến lẻ tẻ ban đầu; Demosthenes ám chỉ một "trận đánh Mùa Đông" và "trận đánh trên sông" trong các diễn văn của ông, nhưng người ta không còn biết được gì thêm. Cuối cùng, trong tháng 8 năm 338 trước Công Nguyên, quân đội của Philippos II tiến thẳng xuống con đường chính từ Phocis tới Boetia, để tiến công quân chủ lực của phe Liên minh đang cố thủ con đường ở Chaeronea.

## Quân lực hai bên

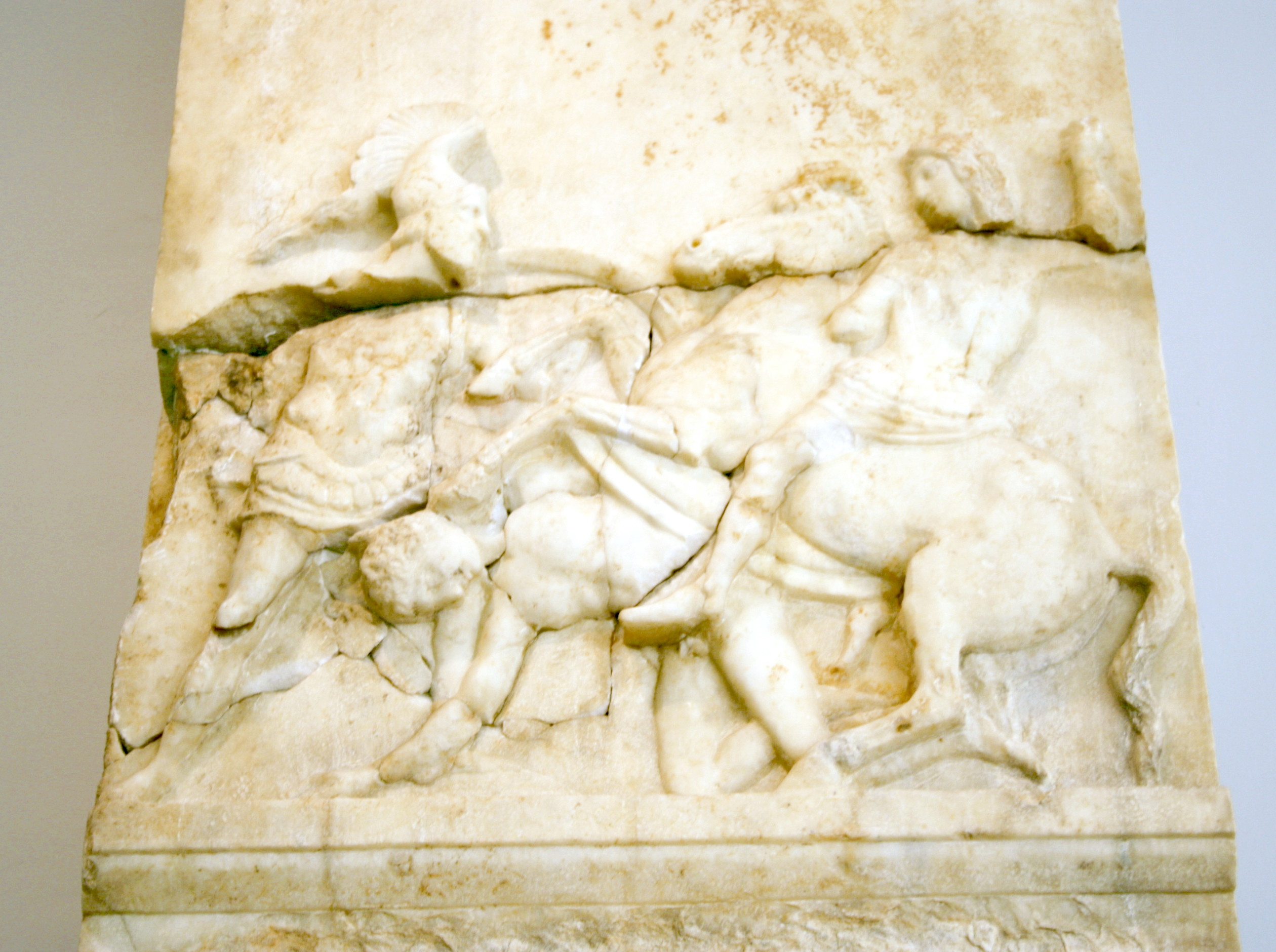
Tang lễ người lính Bộ binh Athena là Pancahres, hẳn là đã tử trận tại Chaeronea.

Theo nhà sử học Diodorus Siculus, Quân đội Macedonia có đủ 3 vạn quân Bộ binh và 2 nghìn quân Kỵ binh, một con số thường được chấp nhận bởi các sử gia hiện đại. Vua Philippos II đích thân thống lĩnh đội hữu binh Macedonia và giao đội tả binh cho người con trai 18 tuổi của ông là Thái tử Alexandros (là nhà chinh phạt của Đế quốc Ba Tư sau này), với sự tháp tùng của một nhóm hổ tướng của nhà vua.
Liên quân Hy Lạp bao gồm các đạo quân của vùng Achaea, Corinth, Chalcis, Epidaurus, Megara và Troezen, với phần lớn quân lực là quân Athena và Thebes. Quân đội Athena do hai tướng Chares và Lysicles chỉ huy, còn Quân đội Thebes thì do tướng Theagenes chỉ huy. Không có tư liệu nào ghi chép rõ ràng về quân số của liên quân, và tuy rằng nhà sử học Justin cho biết là liên quân "trội hẳn về quân số"; quan điểm hiện đại cho là quân số Đồng minh Hy Lạp chỉ ngang ngửa với quân Macedonia. Quân Athena đóng cứ ở cánh trái, quân Thebes ở cánh phải, và các đội quân Hy Lạp còn lại thì ở chính giữa.

## Tình hình chiến thuật và chiến lược
Liên quân Hy Lạp lập cứ điểm gần Chaeronea, chắn ngang con đường chính. Ở bên trái, tuyến quân Hy Lạp trải dọc theo chân nuí Thurion, chặn mất con đường một hướng đến vùng Lebedea, trong khi ở bên phải, tuyến quân Hy Lạp dựa vào sông Kephisos, ở gần một cái mũi lồi ra của nuí Aktion. Như thế là, tuyến quân Hy Lạp với độ dài chừng 2.5 dặm Anh, đã được củng co616 ở cả hai cánh. Hơn nữa, có lẽ tuyến quân Hy Lạp nghiêng về phía Đông Bắc qua bình nguyên giữa hai hướng, họ không phải đối đầu trực diện với bước tiến công của khối hình vuông Macedonia kia. Điều này ngăn ngừa Philippos II tập trung binh lực nhằm vào đội hữu binh Hy Lạp, bởi do với vị trí thuận lợi của mình đội tả binh Hy Lạp khi ấy có thể đe dọa đến đội hữu binh của Philippos II. Mặc dù Philippos II có thể tập trung binh lực vào đánh đội hữu binh Hy Lạp, quân sĩ Hy Lạp tại đây đóng ở trên cao, và mọi đợt tấn công sẽ đều phải gặp khó khăn. Do người Hy Lạp dễ bề phòng thủ, chỉ cần phải đánh lui cuộc tiến công của vua Macedonia, căn cứ của quân Hy Lạp có thể được đánh giá là có giá trị về cả chiến thuật lẫn chiến lược.

## Diễn biến trận đánh
Chi tiết về chính trận đánh này không có nhiều, chỉ có mỗi sử cũ của Diodorus là ghi rõ. Theo lời kể của ông, "sau khi bùng nổ, trận chiến đã diễn ra ác liệt trong suốt một thời gian dài và nhiều người hy sinh ở cả hai phía, do đó có khi cuộc giao chiến mang lại hy vọng thắng lợi cho cả hai phe." Sau đó, ông kể lại rằng Alexandros trẻ tuổi, với khát vọng được biểu dương sức mạnh của mình trước mắt vua cha, đã cùng với đội cận binh của mình chọc thủng được phòng tuyến của liên quân Hy Lạp, và cuối cùng đã buộc đội hữu binh Hy Lạp phải tháo chạy; trong khi đó, Philippos II thân chinh tiến đánh đội tả binh Hy Lạp và cũng khiến cho họ phải bỏ chạy.

Đồ trận Chaeronea.

Nếu như ghi chép của sử gia Polyaenus về trận đánh này là đáng tin cậy, mấy dòng văn nêu trên của Diodorus có thể được bổ sung. Polyaenus đã thu thập nhiều thông tin vụn vặt về chiến tranh trong tác phẩm Mưu kế (Strategems) của ông; một số thông tin ấy được các thư tịch khác cho là đáng tin cậy, trong khi số còn lại thì rõ ràng lại sai lệch. Do không có minh chứng gì khác, chúng ta không rõ là ghi nhận của ông về trận đánh Chaeronea này có đáng được chấp nhận hay là không. Polyaenus cho biết rằng Philippos II đã tác chiến với đội tả binh Hy Lạp, nhưng sau đó ông phải thoái binh; quân Athena - tức là đội tả binh Hy Lạp - bèn truy sát, và cuối cùng, khi Philippos II giữ được cao điểm, ông đã chấm dứt cuộc triệt binh và tiến công quân Athena, và rồi ông đã đánh tan tác họ. Trong một 'kế sách' khác, Polyaenus cho hay vua Macedonia đã cố tình kéo dài trận đánh, nhằm tận dụng sự thiếu kinh nghiệm của các binh sĩ Athena (các tinh binh của ông còn phải mệt nhọc hơn vì lối chơi này), và trì hoãn cuộc Tổng tấn công của ông cho đến khi quân Athena thấm mệt. Giai thoại này cũng xuất hiện trong quyển "Mưu kế" (Stratagems) ra đời trước đó của Frontinus.
Thư tịch cổ của Polyaenus đã khiến cho nhà sử học hiện đại thử mô tả về trận đánh như sau: sau một cuộc hội chiến lâu dài, Philippos II và ba quân đã tiến hành một vận động xoay chuyển với đội hữu binh thì triệt thoái, trong khi toàn thể tuyến quân thì đổ dồn xung quanh đội trung quân. Mộng ước của Demosthenes tưởng như là sẽ trở thành hiện thực. Nhưng cùng lúc ấy, đội tả binh Macedonia đã tiến công đội hữu binh Hy Lạp - tức là quân Thebes - và khoét nên một lỗ hổng trong tuyến quân Hy Lạp. Ở bên trái liên quân Hy Lạp, quân Athena theo sau Philippos II, tuyến quân của họ do đó bị kéo dài và phân rã; đúng lúc ấy các chiến binh Macedonia quay lại, tấn công và đập tan tác các chiến binh Athena đã kém cỏi lại còn thấm mệt. Đội hữu binh Hy Lạp, trước sức tấn công của những chiến binh Macedonia dưới quyền Macedonia, cũng bị tan nát, và trận chiến mới chấm dứt. Demosthenes cũng phải tháo chạy cuống cuồng trong thảm cảnh này, cùng với tàn binh Hy Lạp.
| “                    | thắng lợi để mang lại cho chính ta niềm vinh quang to lớn và vì phụ vương ta. | ” |
| — Thái tử Alexandros |                                                                               |   |

Nhiều nhà sử học, trong số đó có Hammond và Cawkwell, cho rằng Alexandros là vị chỉ huy của đội Kỵ binh hetairoi trong trận chiến, có lẽ là vì Diodorus kể là có "đội cận binh" tháp tùng ông. Tuy nhiên, không có thư tịch cổ nào nói đến sự hiện hữu của Kỵ binh trong trận đánh, và dĩ nhiên là cũng không thấy ai nói đến vai trò của quân Kỵ binh Macedonia trong cuộc công kích một cánh quân của Liên minh Hy Lạp. Theo nhà sử học Plutarch, Thái tử Alexandros đã tiên phong "phá tan hàng ngũ của Đội Thần binh Thebes", một lực lượng tinh nhuệ của Bộ binh Thebes chiếm cứ phía cực tả của trận tuyến quân Hy Lạp và có lẽ là "Con tim" của liên quân Hy Lạp. Tuy nhiên, ông cũng cho biết rằng đội Thần binh Thebes đã phải "giáp mặt trực tiếp với những ngọn giáo của đội hình phương trận Macedonia". Điều ấy, cũng với khả năng rất mong manh về thắng lợi của một cuộc tấn công do Kỵ binh chủ đạo nhằm vào quân Thebes mang giáo (bởi vì ngựa chiến thường không đủ dũng cảm để lao vào những chỗ như thế), đã khiến cho tác giả Gaebel và nhiều người khác cho rằng Alexandros nhất định là đã chỉ huy một phần của đội hình phương trận Macedonia trong trận Chaeronea. Với chiến công hiển hách tiêu diệt đội Thần binh Thebes, Thái tử Alexandros đã trở thành vị anh hùng của Quân đội Macedonia.
Sau đại thắng, Philippos II tỏ ra hoan hỉ. Ông làm lễ ăn mừng thắng trận, và giương cao một chiến lợi phẩm. Ông cũng tạ ơn chư thần đã mang lại chiến thắng cho ông, và khen thưởng các công thần của trận thắng, trong đó dĩ nhiên là có cả Alexandros. Giờ đây, ông đã tin chắc vài khả năng cầm quân của Alexandros và dĩ nhiên là củng cố ngôi Thái tử cho Alexandros. Ngoài ra, ông có thái độ thô lỗ đối với kẻ thù bại trận: ông xỉ nhục thi hài các tử sĩ Thebes và Athena, lại còn chê cười các tù binh. Thấy vậy, một tù binh Athena là Demades đã mạnh mẽ khuyên can: "Hỡi Đức vua, khi Nữ thần Vận Mệnh (Fortune) đã xếp ngài vào vai Agamemnon, chẳng nhẽ ngài không xấu hổ vì đã hành xử như vai của Thersites ?" Nghe vậy, vua Macedonia phải thay đổi cách đối đãi và ông còn trao trả tự do cho Thersites.
Diodorus cho biết có những hơn 1 nghìn người Athena đã tử trận, cùng với 2 nghìn người khác bị bắt làm tù binh, và quân Thebes cũng phải chịu chung số phận. Theo Plutarchus, toàn bộ 300 binh sĩ đội Thần binh Thebes - từng được coi là một đội quân bất bại - đều bị tiêu diệt. Trong thời Hy Lạp thuộc La Mã, 'Sư tử của Chaeronea' - một tượng đài khổng lồ trên chiến địa này - đã được tin là nơi an nghỉ cuối cùng của đội Thần binh Thebes được dựng nên theo lệnh của ông vua thắng trận Philippos II. Những cuộc khai quật hiện đại đã tìm thấy hài cốt của 254 chiến binh nằm dưới đài kỷ niệm này; từ đó người ta thường chấp nhận nơi đây chính là khu mộ của đội Thần binh Thebes, bởi vì thực chất có lẽ là không phải bất kỳ một thành viên nào của đội Thần binh cũng đều bị tử trận.

## Nghệ thuật quân sự
Tuy đại thắng ở Chaeronea không chứng tỏ sự ưu việt của đội hình phương trận Macedonia, nó đem lại những nhìn nhận mới mẻ về bản chất của chiến tranh Cổ Hy Lạp, hay nói cách khác là một sự đổi thay của nền quân sự buổi ấy. Quân khinh binh, kết hợp với kỵ binh và đội hình phương trận đã cùng nhau tác chiến, thực hiện nghi binh, dự phòng, bủa vây và tiến bước theo kiểu "đánh xiên" để chia tách và phân rã bộ binh đối phương thiếu kinh nghiệm hiểu biết và chậm chạp hơn. Thời kỳ Hy Lạp cổ điển được xem là đã chấm dứt với thắng lợi của vua Philippos II ở Chaeronea.

## Sau trận đánh
Cawkwell đánh giá trận Chaeronea là một trong những trận đánh quyết định nhất trong lịch sử thế giới cổ đại. Còn tác giả John Maxwell O'Brien cũng cho biết đại thắng này khiến cho Macedonia vươn lên thành minh chủ của toàn bộ Hy Lạp, và cũng tạo tiền đề cho họ tuyên chiến với Ba Tư. Do không còn một đội quân nào có thể cản bước tiến của Philippos II được nữa, cuộc chiến thực sự chấm dứt. Theo các thư tịch cổ, dân thành Athena và Corinth bấy giờ ra sức tái xây dựng các bức trường thành, nhằm chuẩn bị đối phó với sự vây hãm của Philippos II. Tuy nhiên, sau đại thắng, nhà vua không hề có ý định bao vây bất kỳ một thành phố nào, và cũng thực sự không muốn chinh phạt cả Hy Lạp. Ông ước ao người Hy Lạp liên minh với ông trong chiến dịch phạt Ba Tư sắp tới của ông, và ông muốn để lại một Hy Lạp thăng bình ở hậu phương khi ông đi chinh chiến ở phương xa; chính vì thế mà kéo dài nạn binh đao là trái ngược với các mục tiêu của ông. Philippos II thoạt tiên hành binh tới thành Thebes, người Thebes thấy thế phải đầu hàng; ông đã trục xuất các lãnh đạo Thebes đã chống đối ông, và chiêu hồi những người Thebes thân Macedonia đã từng bị đánh bật, và lập nên lực lượng đồn binh Macedonia ở đây. Ông còn ra lệnh cho xây dựng lại các thành phố Plataea và Thespiae ở vùng Boetia, mà quân Thebes đã tàn phá trong các cuộc binh đao trước đó. Nhìn chung, Philippos II đối đãi khắc nghiệt với người Thebes, bắt buộc họ phải nộp chiến phí cho ông, để ông trao trả tù binh và thậm chí là để ông chôn cất tử sĩ cho họ; tuy nhiên, ông không giải tán Liên minh Boeotia.

Thế giới Hy Lạp vào năm 336 trước Công Nguyên, sau khi Liên minh Corinth được kiến lập.

Ngược lại, trong khi cư dân Athena đang dốc tâm ứng phó với hậu quả của thất bại, Philippos II thực sự đã đối xử nồng hậu với người Athena; mặc dù Liên minh Athena thứ hai bị giải tán, người Athena được phép giữ lấy thuộc địa của họ ở Samos, và các tù binh của họ được trao trả mà khỏi cần phải nộp chiến phí. Như đã nêu trên, một tù binh là Demades được thả về Athena để thương lượng. Người ta không chắc chắn về chủ ý của Philippos II, nhưng một lý giải thích hợp là ông mong muốn sử dụng thủy binh Athena trong chiến dịch phạt Ba Tư của ông, bởi do Macedonia không có một lực lượng thủy quân hùng hậu; do đó ông phải giữ những điều khoản tốt đẹp với người Athena. Philippos II cũng giảng hòa với các nước tham chiến khác; Corinth và Chalcis (những nơi có vị trí chiến lược quan trọng) đều phải đón nhận đồn binh Macedonia. Sau đó ông chuyển tầm hướng của mình sang Sparta - xứ này đã không nhảy vô cuộc chiến vừa qua, nhưng có lẽ đã lợi dụng thế yếu của các thành phố Hy Lạp khác để mà tiến công các láng giềng ở vùng Peloponnese. Người Sparta từ chối lời mời đàm phán của nhà vua Philippos II, do đó ông cất quân đánh phá vùng Lacedaemonia, nhưng không tấn công chính quốc Sparta.
Vua Macedonia dường như đã tiến quanh Hy Lạp trong hàng tháng sau chiến thắng, giảng hòa với các quốc gia chống lại ông, đối phó với người Sparta, và thiết lập các đồn binh; các vận động của ông cũng có thể được nhìn nhận là sự biểu dương lực lượng trước các thành phố khác, qua đó họ đâm ra không dám tấn công ông. Giữa năm 337 trước Công Nguyên, ông dường như là đã hạ trại gần Corinth, và bắt tay vào việc thành lập một liên minh các thành bang Hy Lạp, với vai trò là giữ vững nền hòa bình tại Hy Lạp và hỗ trợ quân sự cho vua Macedonia trong cuộc chiến tranh chống Ba Tư. Kết quả là, cuối năm 337 trước Công Nguyên, Liên minh Corinth được thành lập, theo một hội nghị do Philippos II chủ soái. Mọi quốc gia đều tham gia Liên minh, ngoại trừ mỗi Sparta. Những nguyên tắc cơ bản của hội nghị này là mọi thành viên đều liên minh với nhau, và với Macedonia, và mọi thành viên đều hoàn toàn "bất khả xâm phạm", có quyền tự do hàng hải và tự do can thiệp và tình hình nội bộ. Vua Philippos II, và các đồn Macedonia đóng tại Hy Lạp, sẽ trở thành những người gìn giữ hòa bình. Theo yêu cầu của Philippos II, Hội nghị tôn giáo của Liên minh sau đó đã tuyên chiến với Ba Tư, và bầu Philippos II làm Chủ soái (Strategos) cho chiến dịch sắp tới.
Đầu năm 336 trước Công Nguyên Một đạo quân viễn chinh Macedonia được phái tới Ba Tư, và Philippos II dĩ nhiên là sẽ thân chinh về cuối năm đó. Tuy nhiên, trước khi ông có thể lên đường chinh chiến, Philippos II bị một trong các vệ sĩ của ông ám sát. Trước tình hình đó, Alexandros đăng cơ, ấy là vua Alexandros Đại Đế - người đã chinh phạt toàn thể Đế quốc Ba Tư trong một loạt các chiến dịch kéo dài từ năm 334 cho tới năm 323 trước Công nguyên.